# Mignon
mignon（みにょん）は、日本の女性アイドルグループ。元NMB48の植村梓がプロデュースし、2021年2月21日から活動を開始した。
元NMB48の植村梓がプロデュースし、2021年2月21日から活動を開始した。

## 概要
元NMBの植村梓プロデュースのアイドルグループ。もっと可愛い子が世の中にはたくさんいて、自分がプロデュースしたらもっとその子の可愛さ、良さを引き出せると思い、企画(公式ウェブサイトのメタ情報より)。SNSで応募者を募り、約1500名ほどの応募者の中から植村梓自ら全て書類審査などをしたのち、最終選考を経て選んだ4人プラス植村梓で構成。その後、何度かのメンバ入替を経て、現在の、植村梓、いわさきはるかの2人のメンバー構成になる。

## 略歴

### 2021年
- 1月5日 Twitter(現X)で初ツイート。メンバー発表開始。
- 1月17日 『恋のWANNA』のMVを公開。
- 2月21日 初期メンバー 植村梓、稲垣奈恋、橘柚衣、内藤みなみ、葵りこ の5人でmignonの活動を開始。
- 2月23日 公式サイトでグッズの販売開始(イラストTシャツ、PHOTO Tシャツ、マフラータオル、うちわ、ステッカー、アクリルキーホルダー)
- 6月8日 新メンバーオーディション開催を発表。
- 7月15日 楽曲をサブスク配信開始。
- 8月29日 橘由衣 が同日の卒業ライブをもって脱退。
- 9月1日 新メンバー 菜乃はな、期間限定のスペシャル新メンバー 清水里香が加入。
- 11月19日 葵りこ、内藤みなみ が脱退。

### 2022年
- 4月30日 清水里香 が脱退。

### 2023年
- 4月1日 新体制 植村梓、白輝じゅん、中野亜音、蓮季みに、佐久間はな を発表。
- 7月31日 佐久間はな が脱退。
- 9月7日 白輝じゅん が体調不良により活動休止する旨を発表。
- 9月23日 白輝じゅん が復帰。
- 9月25日 新メンバー いわさきはるか を発表。
- 10月2日 『MEGAMEGA女神』配信開始。
- 12月16日 白輝じゅん が体調不良により活動休止する旨を発表。

### 2024年
- 1月8日 白輝じゅん が脱退。
- 4月14日 同日の卒業ライブをもって、中野亜音が脱退。
- 5月16日 新メンバー 漆りあ 発表。
- 5月17日 新メンバーオーディションを開始することを発表。
- 5月29日 mignon公式TikTok開設。
- 7月4日 7月から運営を株式会社イエローデジタルに移管したことを発表。
- 7月15日 mignonオンラインストアOPEN。メッセージ画像と15秒動画を販売開始。
- 7月28日 『surreal dreamer』を配信開始。
- 8月3日 『ぶらんにゅーびーと』を配信開始。
- 8月6日 『真夏のサンダル』を配信開始。
- 8月14日 『メイビーLOVE嗚呼っ！』を配信開始。
- 8月24日 『Show Time!!!』を配信開始。
- 10月29日 公式YouTubeチャンネルで、Lyric video第一弾『MEGAMEGA女神』公開。
- 11月25日 運営を植村梓個人事務所管理に変更。株式会社イエローデジタルが運営していた期間に公開された公式YouTubeチャンネル上の動画や公式TikTokアカウント上の動画が全て削除された。
- 12月21日 新メンバー 白瀬るな 発表。

### 2025年
- 4月10日 サブスク配信を再開。
- 5月10日 白瀬るな が脱退。
- 7月27日 同日の卒業ライブをもって、蓮季みに、漆りあ が脱退。

## メンバー
| 名前                   | 担当カラー | 加入日        | 誕生日  |
| ---------------------- | ---------- | ------------- | ------- |
| 植村梓 うえむら あずさ | ピンク色   | 2021年2月21日 | 2月4日  |
| いわさきはるか るちゃ  | 赤色       | 2023年9月25日 | 4月26日 |

## 作品
- 恋のWANNA!
  - 作詞・作曲：植村梓
- 遠距離恋愛0cm
  - 作詞：植村梓、作曲：tororo
- うたかたロマンス
  - 作詞・作曲：植村梓
- クエスチョン=ラブ
  - 作詞・作曲：植村梓
- セブンティーンジャーニー
  - 作詞：植村梓、作曲：tororo
- 捜索願い
  - 作詞・作曲：植村梓
- 自己chu→s Me
  - 作詞・作曲・編曲：宮入俊悟
- Lovelybubbly
  - 作詞・作曲：mignon
- MEGAMEGA女神
  - 作詞・作曲：Kissa-Sasaki
- だってさ
  - 作詞・作曲：mignon
- ガチ恋ジレンマ
  - 作詞・作曲：mignon
- Surreal Dreamer
  - 作詞・作曲・編曲：宮入俊悟
- ぶらんにゅーびーと⭐︎
  - 作詞：太田彩華、作曲・編曲：佐々木久夫
- 真夏のサンダル
  - 作詞：太田彩華、作曲・編曲：佐々木久夫
- メイビーLOVE 嗚呼っ！
  - 作詞：あいみベイダー、作曲：GAKU
- Show Time!!!
  - 作詞・作曲：宮入俊悟
- もう浮気はバレバレです
  - 作詞・作曲：不明

## 旧メンバー
| 名前                       | 担当カラー | 在籍期間                      |
| -------------------------- | ---------- | ----------------------------- |
| 稲垣奈恋 いながき なこ     | 水色       | 2021年2月21日～2021年5月      |
| 橘柚衣 たちばな ゆい       | 黄色       | 2021年2月21日～2021年8月29日  |
| 内藤みなみ ないとう みなみ | 白色       | 2021年2月21日～2021年11月19日 |
| 葵りこ あおい りこ         | 紫色       | 2021年2月21日～2021年11月19日 |
| 清水里香 しみず りか       | 赤色       | 2021年9月1日～2022年4月30日   |
| 菜乃はな なの はな         | 黄色       | 2021年9月1日～2023年4月1日    |
| 佐久間はな さくま はな     | 黄色       | 2023年4月1日～2023年7月31日   |
| 白煇じゅん しらき じゅん   | 白色       | 2023年4月1日～2024年1月8日    |
| 中野亜音 なかの あね       | 紫色       | 2023年4月1日～2024年4月14日   |
| 白瀬るな しろせ るな       | 白色       | 2024年12月21日～2025年5月10日 |
| 蓮季みに はすき みに       | 水色       | 2023年4月1日〜2025年7月27日   |
| 漆りあ うるわし りあ       | 緑色       | 2024年5月18日〜2025年7月27日  |